# Tiriba
Pyrrhura é um gênero de aves da ordem Psittaciformes e da família Psittacidae, já tendo sido classificadas 23 espécies de tiriba, ou tiriva. São exclusivas da América do Sul, onde habitam zonas florestais. Na cidade, vivem apenas em grandes áreas verdes e de Mata Atlântica, mesmo que alterada.

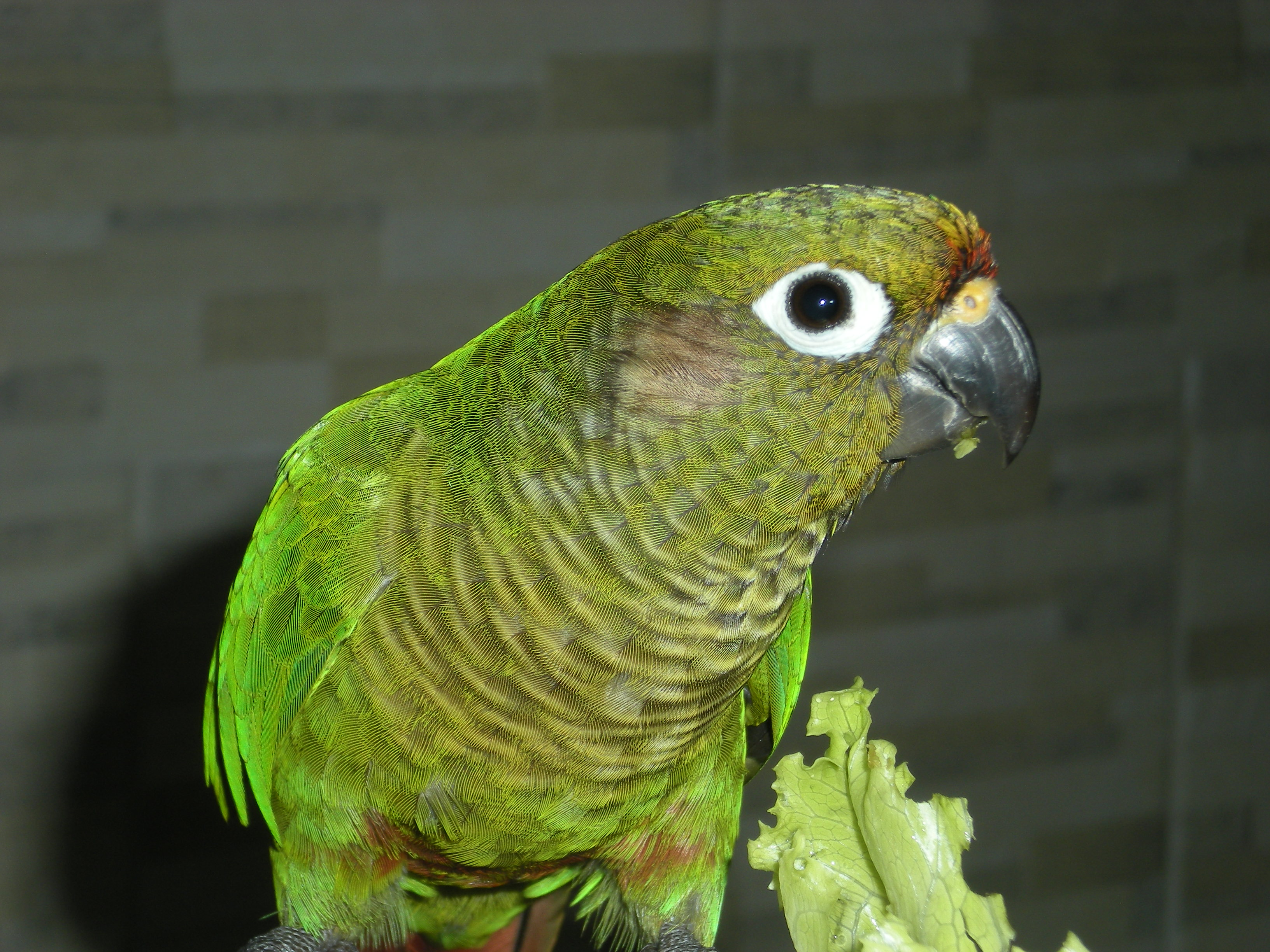
Tiriba-de-testa-vermelha comendo alface

São psitacídeos de médio porte, cerca de 22 a 30 centímetro de comprimento. Possuem asas pontiagudas, e suas caudas são muito longas e finas. A pele em torno dos olhos é branca e desprovida de penas. A plumagem é muito colorida e predominantemente verde. Na maioria das espécies, o peito tem um aspecto escamado, originado pelas penas debruadas numa cor contrastante.
São aves muito sociáveis, que vivem em bandos ruidosos com até dez membros, os quais quase nunca saem da mata.
São barulhentas ao voar, mas silenciosas quando pousam, sendo difícil localizá-las enquanto elas se alimentam na copa das árvores. Às vezes, só se percebe sua presença pelos detritos que deixam cair enquanto se alimentam. Quando se assustam, o bando levanta voo numa gritaria intensa.
Fazem ninhos em ocos de árvores, onde põem de cinco a oito ovos, que a fêmea incuba sozinha. Os machos participam, entretanto, na alimentação dos filhotes.
Comem sementes, retirando-as de frutos que depois descartam, mas, no caso de certos frutos, como o palmito, comem a polpa e descarta a semente; consomem também néctar de flores (por exemplo, de eucalipto).

## Espécies
- Tiriba-grande, Pyrrhura cruentata
- Tiriba-fogo, Pyrrhura devillei
- Tiriba-de-testa-vermelha, Pyrrhura frontalis
- Tiriba-de-barriga-vermelha, Pyrrhura perlata (ant. Pyrrhura rhodogaster)
- Tiriba-de-cara-suja, Pyrrhura molinae
- Tiriba-de-testa-azul, Pyrrhura picta
- Pyrrhura amazonum (ant. incluída na tiriba-de-testa-azul)[1]
- Pyrrhura lucianii (ant. incluída na tiriba-de-testa-azul)[1]
- Tiriba-de-orelha-branca, Pyrrhura leucotis
- Pyrrhura emma (ant. incluída na tiriba-de-orelha-branca)[1]
- Pyrrhura viridicata
- Tiriba-de-cauda-roxa, Pyrrhura egregia
- Tiriba-melanura, Pyrrhura melanura
- Tiriba-do-el-oro, Pyrrhura orcesi
- Tiriba-rupestre, Pyrrhura rupicola
- Tiriba-do-pescoço-branco, Pyrrhura albipectus
- Tiriba-de-peito-marron, Pyrrhura calliptera
- Tiriba-de-orelha-vermelha, Pyrrhura hoematotis
- Tiriba-cabeça-rosa, Pyrrhura rhodocephala
- Tiriba-de-asa-amarelada, Pyrrhura hoffmanni
- Tiriba-de-cabeça-vermelha, Pyrrhura roseifrons
- Tiriba-pérola, Pyrrhura lepida
- Tiriba-de-peito-cinza, Pyrrhura griseipectus
- Tiriba-de-pfrimer, Pyrrhura pfirmeri
- Tiriba-do-madeira, Pyrrhura snethlageae